# Maria Montez

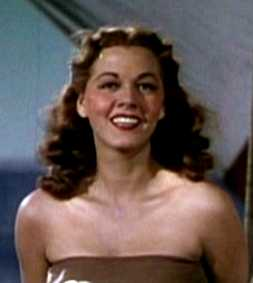
Scena z filmu Cobra Woman (1944)

Maria Montez właśc. Maria Africa Antonia Gracia Vidal de Santo Silas (ur. 6 czerwca 1912, zm. 7 września 1951) – dominikańska modelka i aktorka filmowa.
Jej ojcem był hiszpański konsul, Isidoro Gracia. Przez pewien czas pracowała jako modelka, potem spróbowała swoich sił jako aktorka. Jej pierwszym filmem był Niewidzialna kobieta (1941).
Popularność przyniosły jej role egzotycznych piękności ubranych fantazyjne stroje i klejnoty w amerykańskich filmach przygodowych produkowanych w technikolorze. Po zakończeniu II wojny światowej jej kariera znacznie przybladła. Przeniosła się wtedy wraz ze swoim drugim mężem Jeanem-Pierre’em Aumontem do Europy, gdzie pojawiła się w kilku europejskich filmach. 7 września 1951 roku zmarła na atak serca.

## Filmografia wybrana
- 1940: Niewidzialna kobieta (The Invisible Woman) jako Marie
- 1940: Boss of Bullion City jako Linda Calhoun
- 1941: Moonlight in Hawaii jako Ilani
- 1941: Raiders of the Desert jako Zuleika
- 1941: South of Tahiti jako Melahi
- 1941: That Night in Rio jako Inez
- 1942: Arabian Nights jako Szeherezada
- 1942: Bombay Clipper jako Sonya Dietrich Landers
- 1942: Tajemnica Marii Roget (Mystery of Marie Roget) jako Marie
- 1943: White Savage jako księżniczka Tahia
- 1944: Ali Baba i czterdziestu rozbójników (Ali Baba and the Forty Thieves) jako Amara
- 1944: Bowery to Broadway jako Marina
- 1944: Cobra Woman jako Tollea/Naja
- 1944: Gypsy Wildcat jako Carla
- 1945: Sudan jako królowa Naila
- 1946: Tangier jako Rita
- 1947: Pirates of Monterey
- 1947: The Exile jako hrabina Anabella de Courteuil
- 1949: Portret zabójcy (Hans le marin) jako  Lucienne de Rinck
- 1949: Siren of Atlantis jako królowa Antinea
- 1950: Il ladro di Venezia jako Tina Pisani
- 1951: Amore e sangue jako Dolores
- 1951: La Vendetta del corsaro jako Consuelo